# Daniel Heinrich Arnoldt
Daniel Heinrich Arnoldt (Koningsbergen, 7 december 1706 – aldaar, 30 juli 1775) was een Duits luthers theoloog en geestelijke.

## Biografie
Daniel Heinrich Arnoldt was de zoon van een koopman. Hij volgde onderwijs in zijn geboorteplaats. Daarna ging hij studeren aan de Universiteit van Koningsbergen, waar hij zich op 2 oktober 1721 inschreef, en later aan de Universiteit van Halle. Hij verkreeg op 25 oktober 1728 de titel van Magister. In het daaropvolgende jaar werd hij benoemd tot buitengewoon hoogleraar in de filosofie aan de Universiteit van Koningsbergen, in 1732 tot lid van de kerkenraad en doctor in de theologie en in 1733 tot buitengewoon hoogleraar in de theologie en adjunct-predikant. In 1734 werd Arnoldt bovendien benoemd tot gewoon hoogleraar in de theologie en tweede hofpredikant van de koning van Pruisen. In 1763 werd Arnoldt directeur van het Collegium Fridericianum. In 1770 werd hij generaal-superintendent, adjunct-hoofdpredikant en twee jaar later eerste hofpredikant. Dit ambt bekleedde hij tot aan zijn dood op 30 juli 1775. Daarnaast was Daniel Heinrich Arnoldt lid van de Deutsche Gesellschaft en vanaf 1770 de voorzitter van dit genootschap.

## Publicaties (selectie)
- Ad audiendas iurisprudentiae naturalis praelectiones publicas in auditorio philosophorum … habendas, omnes, qui bonis artibus in Academia Regiomontana operam navant, humaniter invitat, et simul introductionem in iurisprudentiae naturalis scientiam breviter tradit (Regiomonti [= Koningsbergen]: Typis Reusnerianis, 1730)
- Versuch einer systematischen Anleitung zur Poesie überhaupt (Koningsbergen, 1732)
- Versuch einer nach demonstrativer Lehrart entworfenen Anleitung zur Poesie der Teutschen (1740)
- Historie der Königsberger Universität (tweedelig, 1746)
- Vernunft- und Schriftmäßige Gedanken von den Lebenspflichten der Christen (Koningsbergen en Leipzig, 1764)
- Geschichte des Königreichs Preußen (1769)
- Kirchenrecht des Königreichs Preußen (1771)
- Kurzgefaßte Nachrichten von allen seit der Reformation an den lutherischen Kirchen in Ostpreußen gestandnen Predigern